# José Antonio Crespo
José Antonio Crespo Ortiz (* 24. Juni 1977 in Benalmádena) ist ein spanischer Badmintonspieler.

## Karriere
José Antonio Crespo nahm 2004 im Herrendoppel an Olympia teil. Er schied dort jedoch schon in der ersten Runde aus und wurde somit 17. in der Endabrechnung. 2005 gewann er zwei Titel bei den Giraldilla International, 2007 siegte er bei den Puerto Rico International und 2008 bei den Peru International.

## Sportliche Erfolge
| Saison | Veranstaltung                               | Disziplin    | Platz | Name                                   |
| ------ | ------------------------------------------- | ------------ | ----- | -------------------------------------- |
| 1991   | Spanien: Meisterschaft U15                  | Herrendoppel | 1     | José Antonio Crespo / José Ortiz       |
| 1994   | Spanien: Einzelmeisterschaften der Junioren | Herrendoppel | 1     | José Crespo / José Ortiz               |
| 1995   | Spanien: Einzelmeisterschaften der Junioren | Herrendoppel | 1     | José Crespo / José Ortiz               |
| 2000   | Hungarian International                     | Mixed        | 1     | José Antonio Crespo / Dolores Marco    |
| 2001   | Spanische Meisterschaft                     | Herreneinzel | 1     | José Antonio Crespo                    |
| 2002   | Spanische Meisterschaft                     | Herreneinzel | 1     | José Antonio Crespo                    |
| 2002   | Spanische Meisterschaft                     | Herrendoppel | 1     | José Antonio Crespo / Sergio Llopis    |
| 2002   | Spanische Meisterschaft                     | Mixed        | 1     | José Antonio Crespo / Dolores Marco    |
| 2003   | Peru International                          | Herrendoppel | 1     | Sergio Llopis / José Antonio Crespo    |
| 2003   | Spanische Meisterschaft                     | Mixed        | 1     | José Antonio Crespo / Dolores Marco    |
| 2003   | Spanische Meisterschaft                     | Herrendoppel | 1     | José Antonio Crespo / Sergio Llopis    |
| 2004   | Olympia                                     | Herrendoppel | 17    | Sergio Llopis / José Antonio Crespo    |
| 2004   | Spanish International                       | Mixed        | 1     | José Antonio Crespo / Dolores Marco    |
| 2004   | Dutch International                         | Herrendoppel | 2     | Sergio Llopis / José Antonio Crespo    |
| 2005   | Giraldilla International                    | Herrendoppel | 1     | José Antonio Crespo / Nicolás Escartín |
| 2005   | Spanische Meisterschaft                     | Herrendoppel | 1     | José Antonio Crespo / Nicolás Escartín |
| 2005   | Giraldilla International                    | Mixed        | 1     | José Antonio Crespo / Yoana Martínez   |
| 2006   | Spanische Meisterschaft                     | Herreneinzel | 1     | José Antonio Crespo                    |
| 2006   | Spanische Meisterschaft                     | Herrendoppel | 1     | José Antonio Crespo / Nicolás Escartín |
| 2007   | Puerto Rico International                   | Herreneinzel | 1     | José Antonio Crespo                    |
| 2007   | Victorian International                     | Herrendoppel | 3     | José Antonio Crespo / Craig Cooper     |
| 2007   | Spanische Meisterschaft                     | Herrendoppel | 1     | José Antonio Crespo / Nicolás Escartín |
| 2008   | Peru International                          | Herrendoppel | 1     | Francisco Ugaz / José Antonio Crespo   |
| 2008   | Spanische Meisterschaft                     | Herrendoppel | 1     | José Antonio Crespo / Nicolás Escartín |